# Damnation (album)
Damnation – siódmy studyjny album szwedzkiej grupy Opeth, wydany 22 kwietnia 2003 roku Music for Nations, w kilka miesięcy po swoim siostrzanym albumie, Deliverance. W albumie tym grupa radykalnie odeszła od melodyjnego death metalu w kierunku rocka progresywnego. Album ten został bardzo dobrze przyjęty, co stało się główną przyczyną sukcesu wydanego w 2004 roku DVD Lamentations (Live at Shepherd’s Bush Empire 2003).

## Lista utworów
Opracowano na podstawie materiału źródłowego.
| Nr | Tytuł utworu                | Słowa            | Muzyka           | Długość |
| -- | --------------------------- | ---------------- | ---------------- | ------- |
| 1. | „Windowpane”                | Mikael Åkerfeldt | Mikael Åkerfeldt | 7:45    |
| 2. | „In My Time of Need”        | Mikael Åkerfeldt | Mikael Åkerfeldt | 5:49    |
| 3. | „Death Whispered a Lullaby” | Steven Wilson    | Mikael Åkerfeldt | 5:49    |
| 4. | „Closure”                   | Mikael Åkerfeldt | Mikael Åkerfeldt | 5:15    |
| 5. | „Hope Leaves”               | Mikael Åkerfeldt | Mikael Åkerfeldt | 4:30    |
| 6. | „To Rid the Disease”        | Mikael Åkerfeldt | Mikael Åkerfeldt | 6:21    |
| 7. | „Ending Credits”            | Mikael Åkerfeldt | Mikael Åkerfeldt | 3:39    |
| 8. | „Weakness”                  | Mikael Åkerfeldt | Mikael Åkerfeldt | 4:10    |
|    |                             |                  |                  | 43:18   |

## Twórcy
Opracowano na podstawie materiału źródłowego.
| Zespół Opeth w składzie - Mikael Åkerfeldt – wokal prowadzący, gitara - Peter Lindgren – gitara - Martin Mendez – gitara basowa - Martin Lopez – perkusja, instrumenty perkusyjne |  | Inni - Steven Wilson – inżynieria dźwięku, mastering, miksowanie, wokal wspierający, gitara akustyczna, instrumenty klawiszowe - Travis Smith – oprawa graficzna, zdjęcia - Mick Hutson, Ken Seaney, Rex Zachary – zdjęcia |